# Чусовской металлургический завод
Чусовско́й металлурги́ческий заво́д (ЧМЗ) — предприятие чёрной металлургии в России, входит в состав группы ОМК. Один из старейших заводов Урала, расположенный в городе Чусовом Пермского края.
Производит авторессоры ОМК, применяющиеся в грузовых автомобилях, сходящих с конвейеров российских автопроизводителей.

## История
Основан в 1879 году Франко-Русским уральским акционерным обществом, созданным князем С. М. Голицыным и французом Ш. Барруеном. Заложенный по французскому проекту, завод долгое время был самым современным металлургическим предприятием Урала. В составе завода действовали две домны и две мартеновские печи. Работа завода полностью обеспечивалась современными на тот момент паровыми машинами. Иностранные капиталисты постоянно развивали завод, получавший стабильный доход.
В 1913 году на Чусовском заводе было выплавлено 1,4 млн пудов чугуна и 2,8 млн пудов стали.
Во время Гражданской войны производство было повреждено, но металлурги восстановили его за короткий срок.
В 1930 году правительством было принято решение о специализации завода по выпуску качественных сталей и проката с производством в перспективе рессорной полосы для развивающейся автотракторной промышленности. В 1931 году была построена самая крупная по тем временам доменная печь № 3 объёмом 280 м3, в 1935 году на ней начата опытная плавка ванадиевого чугуна. 13 января 1936 года на Чусовском металлургическом заводе был получен первый отечественный феррованадий.
В 1943 году по требованию Государственного комитета обороны за рекордно короткий срок (семь месяцев) была построена доменная печь № 2-бис, что дало возможность увеличить производство чугуна в три раза. В условиях военного времени осваиваются новые, более качественные марки стали, выпускается броневой лист, идущий на производство танков. Завод выпускает фугасные огнемёты, детали к знаменитой «Катюше» и противотанковой пушке.
30 июля 1964 года введен в строй новый комплекс ферросплавного производства и началось строительство крупнейшего на Урале авторессорного производства. А 2 ноября 1975 года была выдана опытная партия чусовской рессоры. В 1976 году по решению Совета Министров СССР на заводе построен самый крупный в Европе авторессорный цех. В 1982 году самой дешёвой и качественной рессорой в СССР была чусовская. За 125 лет Чусовской металлургический завод несколько раз менял форму собственности. С 1989 года он становится открытым акционерным обществом. С помощью акционеров заводу удалось завоевать ключевые позиции на современном рынке чёрных металлов на российском и мировом уровне.
До 2013 года завод контролировался металлургической инвестиционной компанией предпринимателя Валерия Анисимова, а до начала 2011 года принадлежал Объединённой металлургической компании (Валерий Анисимов являлся одним из акционеров ОМК). В декабре 2013 года Объединённая металлургическая компания выкупила предприятие обратно.

## Собственники и руководство
По состоянию на 2023 год владельцем предприятия является Объединённая металлургическая компания.

## Деятельность
В составе ОМК ЧМЗ сотрудничает с Выксунским металлургическим и Альметьевским трубным заводами.
На деятельности предприятия тяжело сказался экономический кризис 2008 года: доменный и сталелитейные цеха завода по состоянию на август 2010 года практически простаивали с начала кризиса.
В апреле 2021 года с конвейера чусовского завода «Объединенной металлургической компании» (ОМК) сошла 100-миллионная рессора. «Юбилейная» деталь предназначена для флагманской модели в линейке грузовиков «КАМАЗ» поколения К5 — магистрального тягача 54901.

## Планы по реконструкции
К 2017 году в Чусовом предполагалось создать производство 300—350 тыс. тонн бесшовных труб малого и среднего диаметра для нефтяников и газовиков с возможностью увеличить этот объём до 500 тыс. тонн в год. Также планировалось создать электросталеплавильный цех на 800 тыс. тонн стальной заготовки в год.
В июле 2012 года меморандум о строительстве этого трубно-сталеплавильного комплекса был подписан администрацией Пермского края и Объединенной металлургической компанией. Стоимость проекта оценивалась в 50 млрд рублей.
Проект строительства трубно-сталеплавильного комплекса на площадке завода стартовал в 2012 году. На подготовку к осуществлению проекта понадобился год. За это время был дан старт конкурсам на проектирование, на поставку оборудования, определён участок застройки, начат вывод из эксплуатации старого оборудования. Летом 2013 года была остановлена доменная печь, в апреле 2014 остановлен дуплекс-цех. Все сотрудники остановленных цехов были уволены.
На протяжении 2013—2015 годов Группа компаний «КрашМаш» по заказу ОМК провела комплекс демонтажных работ по ликвидации более 350 зданий и сооружений, расположенных на площади около шестидесяти гектар.
В феврале 2015 года стало известно о заморозке (фактически — об отмене) строительства Чусовского трубо-сталеплавильного комплекса, в связи с падением цен на нефть и резким ослаблением курса рубля. По поводу отказа Объединённой металлургической компании от реализации инвестиционного проекта на металлургическом заводе прокуратура провела проверку, не найдя нарушений законности.

## Галерея
- Панорама города Чусовой, на заднем плане промплощадка ЧМЗ
- Кауперы доменной печи
- Доменная печь
- Агломашина площадью спекания 40 м2